# خانه خشم
خانه خشم (انگلیسی: House of Fury) فیلمی در ژانر اکشن و رزمی است که در سال ۲۰۰۵ منتشر شد. از بازیگران آن می‌توان به آنتونی وانگ، چارلین چوی، جیلیان چونگ، جان فو، مایکل وونگ و دانیل وو اشاره کرد.

## خلاصه فیلم
تدی یو یک مأمور مخفی سابق است که اکنون تبدیل به یک فیزیوتراپ شده و خیال می‌کند گذشته‌اش را پشت سر گذاشته‌است. تدی به دو فرزندش هنرهای رزمی را آموزش می‌دهد. اما زمانی گذشته به سراغش می‌آید که یک مأمور سرکش می‌خواهد مکانِ یک مأمور دیگر که با نام «اژدها» شناخته می‌شود را بداند. اکنون تدی و فرزندانش مجبورند جلوی مأمور سرکش و دست‌نشانده‌هایش را بگیرند…